# Zara (azienda)
Zara è un marchio di abbigliamento e accessori di proprietà del gruppo spagnolo Inditex che ha sede ad Arteixo in Galizia, nel nord della Spagna ed è stato fondato nel 1975 da Amancio Ortega e sua moglie Rosalía Mera.
Zara, che è il marchio di vendita e distribuzione più noto del gruppo, possiede 2.232 filiali in 93 paesi.

## Storia
Il primo negozio venne aperto nel 1975 da Amancio Ortega e Rosalia Mera ad La Coruña (in Spagna), inizialmente il nome scelto per il negozio era Zorba (in onore del film Zorba il greco) ma un bar più avanti nella stessa strada aveva già scelto quel nome per cui decisero un nome che fosse molto simile e la scelta cadde sul nome Zara.
Nell'agosto del 2005 è entrata per la prima volta nella lista dei 100 maggiori marchi del mondo, situandosi al 77º posto, secondo la classifica annuale della rivista BusinessWeek, e nel 2006 ha superato le vendite di uno dei suoi maggiori concorrenti, la svedese H&M, il più grande rivenditore di abbigliamento a basso costo in Europa. Nel 2016 Forbes pubblicò la lista degli uomini più ricchi del mondo e Amancio Ortega era il secondo dopo Bill Gates con un patrimonio di 67 miliardi di dollari.
Nel 2020 viene annunciata la chiusura di circa 1200 punti vendita Zara.

## Controversie
Nel corso degli anni Zara è stata ripetutamente oggetto di inchieste giudiziarie per lo sfruttamento di lavoratori in condizioni analoghe alla schiavitù.
Nel 2013 a Dacca in Bangladesh avviene il Crollo del Rana Plaza di Savar dove aveva sede una delle fabbriche tessili a cui Zara (controllata dal gruppo Inditex) appalta i suoi lavori e dove sono morti almeno 1134 operai. L'associazione Campagna Abiti Puliti ha accusato Inditex di non controllare le condizioni di sicurezza delle aziende cui affida la gestione dei loro prodotti.

## Loghi

Logo di Zara dal 1975 al 1980.
Logo di Zara dal 1980 al 2008.
Logo di Zara dal 2008 al 2019.
Logo attuale dal 2019.